# Gianluca Impastato
Gianluca Impastato (Milano, 21 novembre 1971) è un comico italiano.

## Biografia
Insieme al gruppo comico I Turbolenti, di cui ha fatto parte dalla fondazione nel 1998 fino al 2013, ha vinto il Festival Nazionale del Cabaret nel 2000 e il premio della critica al premio Charlot a Paestum nel 2002, e partecipa dal 2003 alla trasmissione Colorado su Italia 1. Sempre a Colorado si esibisce, senza i Turbolenti, interpretando l'enologo Chicco d'Oliva e Mariello Prapapappo, l'uomo dei misteri. Nel settembre del 2010 pubblica il libro di Chicco D'Oliva Che tracannata signori!.

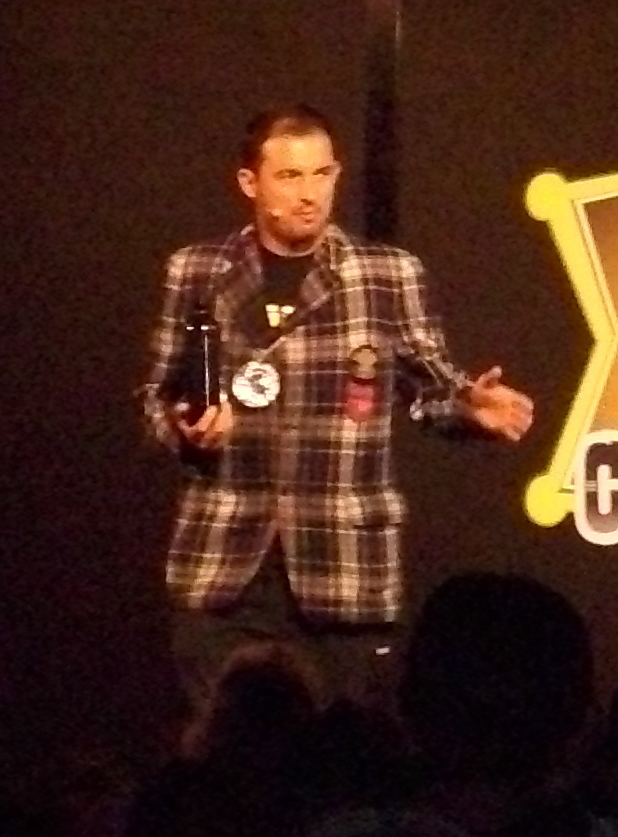
Impastato nel 2009

Nel 2017 partecipa alla seconda edizione del Grande Fratello VIP. L'anno successivo diventa volto di LeoVegas, società svedese attiva online nel campo delle scommesse e dei giochi da casinò.
Nel 2020 partecipa al programma di Italia 1 Enjoy - Ridere fa bene condotto da Diego Abatantuono e Diana Del Bufalo.
In una intervista a TeatroeMusicaNews ha dichiarato di essere grato per la sua carriera a tre persone principalmente: Diego Abatantuono, Renato Converso e Gianni Astone.

## Programmi tv
- Lista d'attesa (Telenova, 2000-2001)
- Presi diretti (Happy Channel, 2001)
- Colorado Cafè (Italia 1, 2003-2019)
- Paperissima Sprint (Canale 5, 2005)
- Guida al campionato (Italia 1, 2005-2009)
- Medici miei (Italia 1, 2008)
- Così fan tutte (Italia 1, 2009-2010)
- Life Bites (Disney Channel, 2009-2010)
- Fratelli Benvenuti (Canale 5, 2009)
- Il filmaccio (Comedy Central, 2009)
- All Stars (Italia 1, 2010)
- I love my dog (Italia 1, 2010)
- Quelli dell'intervallo Cafe (Disney Channel, 2011)
- Grande Fratello VIP  (Canale 5, 2017) - Concorrente
- B come Sabato (Rai 2, 2018)
- Enjoy - Ridere fa bene (Italia 1, 2020)
- Alessandro Borghese - Celebrity Chef (TV8, 2022) - Concorrente
- Only Fun – Comico Show (Nove, dal 2024)

## Filmografia
- Eccezzziunale... veramente - Capitolo secondo... me, regia di Carlo Vanzina (2006)
- Bar Sport, regia di Massimo Martelli (2011)
- Una notte agli studios - in 3D, regia di Claudio Insegno (2013)
- Come se non ci fosse un domani, regia di Igor Biddau (2019)

## Teatro
- Il flauto magico di Mozart, dialoghi di Alessandro Baricco, regia di Oskaras Koršunovas (2006)
- Comedian Blues, storia di comici, di whisky, e di rapine. Scritto da Lazzaro Calcagno e Matteo Monforte, regia di Lazzaro Calcagno
- Gli artificieri di Gianluca Fubelli, Gianluca Impastato, Enzo Polidoro e Stefano Vogogna (2004)
- Uno è di troppo di Gianluca Fubelli, Gianluca Impastato, Enzo Polidoro e Stefano Vogogna, regia di Alessandra Torre (2005-2006)
- Siamo poveri di mezzi di Gianluca Fubelli, Gianluca Impastato, Enzo Polidoro e Stefano Vogogna (2008)

## Radio
- Mediterroni, Radio 2, con Diego Abatantuono (2010)

## Libri
- Che tracannata signori!, Nobeer editore (2010)
- Il manuale dei TurboTabbis , Nobeer editore (2010)

## Pubblicità
- Prink dal 2020